# Tonna (Türingia)
Tonna település Németországban, azon belül Türingiában. Lakosainak száma 2910 fő (2023. december 31.).

## Népesség
A település népességének változása:
| Lakosok száma | 2805 | 2795 | 2917 | 2912 | 2910 |
|               | 2017 | 2019 | 2021 | 2022 | 2023 |